# Austenmyia
Austenmyia is een vliegengeslacht uit de familie van de roofvliegen (Asilidae).

## Soorten
- A. amazona Carrera, 1955